# Jørgen Grunnet
Jørgen Grunnet (12. februar 1938 – 22. januar 2009) var en dansk journalist, chefredaktør og diplomat.
Han var chefredaktør på Politiken fra 1973 til 1992 og senere redaktionschef for TV 2 Nyhederne.
Han var tilknyttet Udenrigsministeriet som ministerråd på ambassaden i Washington, USA fra 1992 til 1998.
I 1998-1999 var han pressetalsmand for OSCE's mission i Kosovo og blev senere chef for Europarådets missioner i henholdsvis Albanien, Moldova og Serbien-Montenegro.
I sommeren 2005 var han leder af OSCE's og ODIHR's delegation, der overvågede parlamentsvalget i Albanien. I 2006 var han leder af en delegation i Montenegro, der overvågede folkeafstemningen om uafhængighed, og i begyndelsen af 2007 var han leder af en delegation, der overvågede lokalvalgene i Albanien.
Jørgen Grunnet har også været officer af reserven, sidst var han oberstløjtnant.
Ulla Terkelsen var indtil Jørgen Grunnets død hans mangeårige partner.